# Mesembrius caudatus
Mesembrius caudatus är en tvåvingeart som först beskrevs av de Meijere 1904.  Mesembrius caudatus ingår i släktet Mesembrius och familjen blomflugor. Inga underarter finns listade i Catalogue of Life.